# Universidade Ez-Zitouna

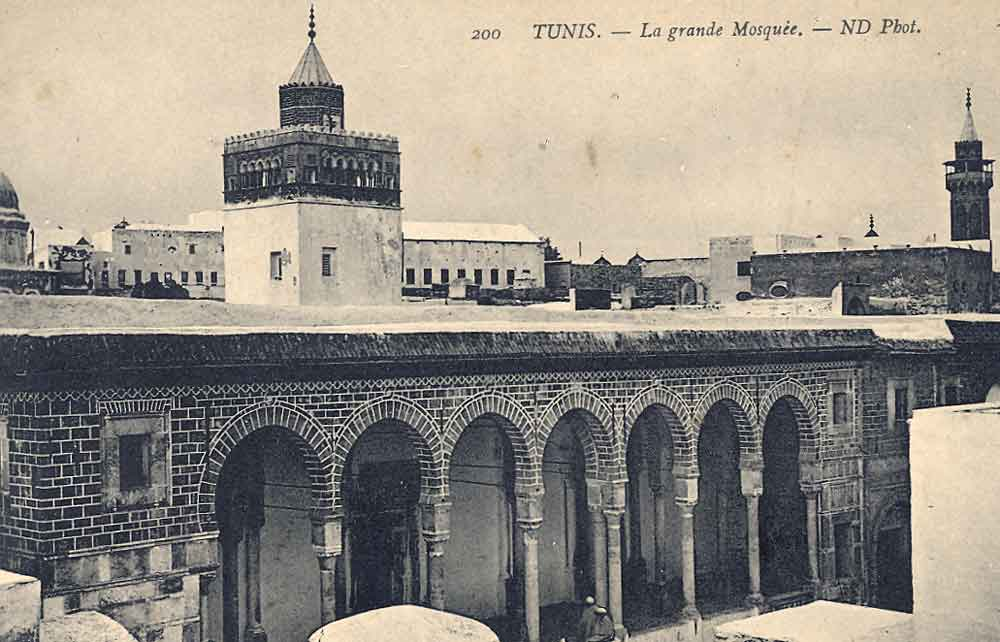
Postal de 1890 da Mesquita Zeitouna, onde funcionou a universidade até 1960

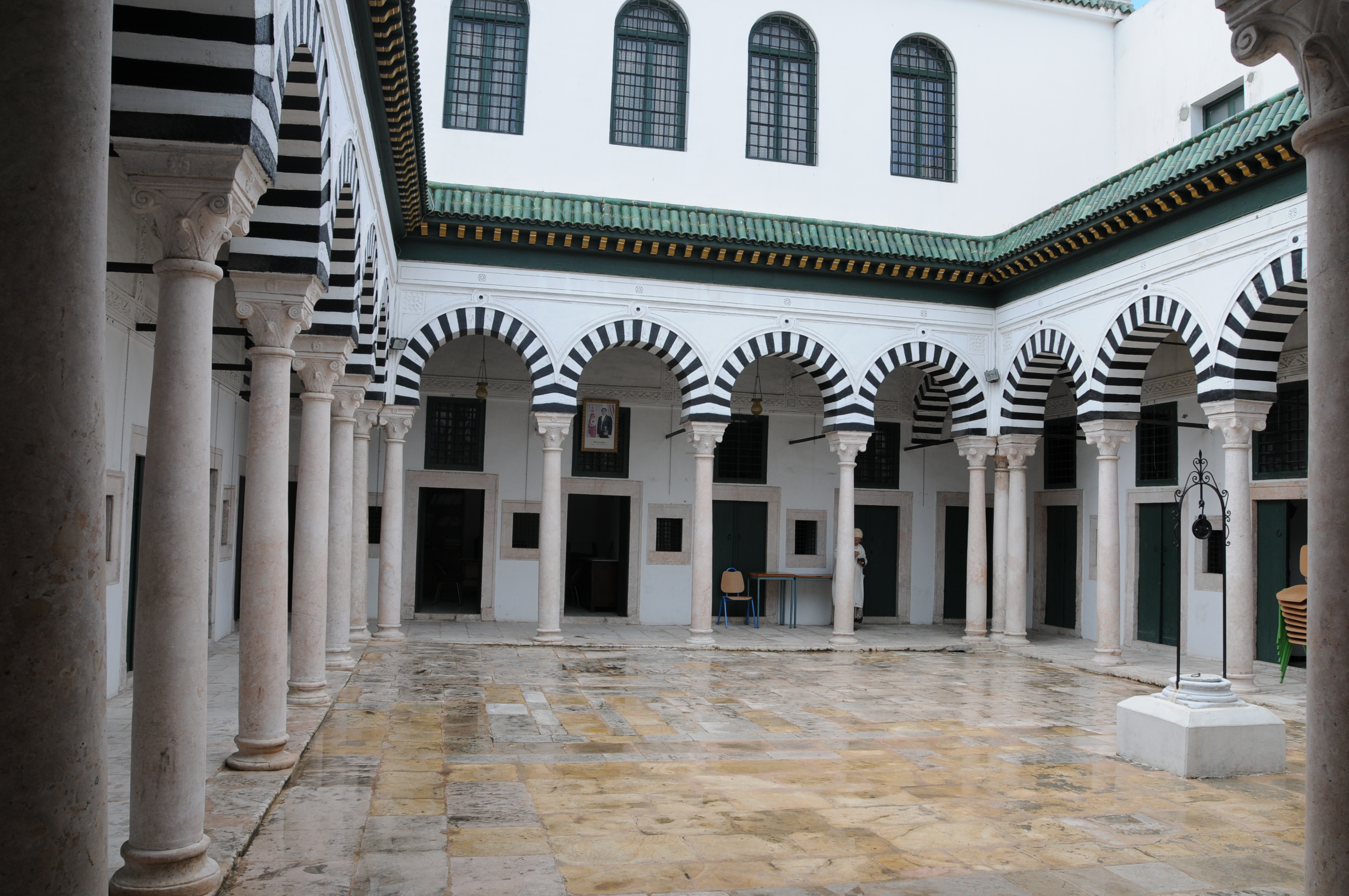
Pátio do Dar Soulaimania, construído em 1754, um anexo da madraça que funcionou como o seu internato

A Universidade Ez-Zitouna, Universidade Zitouna ou al-Zaytuna (em árabe: جامعة الزيتونة) é uma universidade da Tunísia sediada atualmente em Montfleury, Tunes, mas que durante mais de mil anos funcionou na Mesquita Zitouna ("mesquita da oliveira"). Segundo o historiador Hassan Hosni Abdelwaheb, é o estabelecimento de ensino mais antigo do mundo árabe, pois a madraça que lhe deu origem foi fundada em 737.
Entre os seus professores e alunos mais ilustres da Idade Média figuram o santo e jurisconsulto Sidi Ali ibne Ziade (século VIII), o teólogo maliquita ibne Arafa (século XIV), o precursor da sociologia e historiador ibne Caldune (século XIV), o seu irmão também historiador Iáia ibne Caldune ou o viajante Abedalá Tijani, do mesmo século, que redigiu um relato de viagem satítico. Vários sábios do Alandalus também ministraram cursos na universidade, como ibne Alabar (morto em Tunes em 1260), ibne Usfur (m. 1270), Hazim de Cartagena (m. 1285), ibne Algamaz (m. 1293) ou o matemático al-Abili (m. 1356).
Entre os alunos e professores de épocas mais recentes podem referir-se, por exemplo, o jurista Mohamed Tahar ben Achour (1879–1973), os políticos Tahar Haddad (1899–1935), Abdelaziz Thâalbi (1876–1944), o reformador muçulmano Abdelhamid ben Badis (1889–1940), o poeta Kacem Chebbi (1909–1934).
No ano letivo 2011/2012 a universidade tinha 1 965 estudantes inscritos e em 2004/2005 tinha 87 docentes e 1 193 alunos.

## História

### Madraça
A madraça que antecedeu a universidade foi fundada no ano 120 da Hégira (737 da era comum), cinco anos após a fundação da mesquita com o mesmo nome. Era um lugar de ciência onde o ensino ministrado era simultaneamente religioso (fiqh, ou seja, jurisprudência, do rito maliquita, hadiths e Alcorão), literário e científico. Entre os séculos IX e XI, embora já fosse um local de ensino notável, a Zitouna ainda não era a principal universidade da Ifríquia, sendo esse papel desempenhado pela primeira mesquita da Tunísia e de todo o Ocidente muçulmano: a Grande Mesquita de Cairuão, considerada o centro de erudição mais importante e mais prestigiado do Magrebe.
A partir dos séculos XII e XIII, o declínio de Cairuão que se seguiu às invasões hilalianas, a escolha de Tunes como capital da Ifríquia desde o período almóadas e sobretudo o advento da dinastia haféssida tiveram como consequência a deslocação do centro de gravidade intelectual para a Zituna. A universidade dispõe de uma biblioteca importante que remonta aos primeiros séculos de existência da mesquita. Os cronistas reportam que uma parte dela ardeu aquando do saque de Tunes pelos exércitos de Carlos V em 1535.
As aulas eram dadas por xeques que se encostavam a uma das colunas da mesquita, no centro de um círculo de estudantes. Apesar desta aparência de simplicidade, o ensino tinha uma organização complexa onde tudo era codificado e ordenado segundo um ritual preciso: número de horas de aulas, número de alunos por professor, disciplinas, e sobretudo entregas dos diplomas após um exame na grande sala de oração, diante de um júri composto por todos os xeques da Zitouna bem como dos professores e por vezes até ministros e notáveis da almedina. Após um ciclo do quatro anos, o estudante obtinha um diploma chamado ijaza e após um ciclo de sete anos, o prestigiante diploma chamado tatoui.
Ahmed I Bei mandou restaurar a antiga biblioteca em 1840, dotando-a de novas publicações de ciências modernas, sob a influência de Mahmud Qabadu; passou então a chamar-se biblioteca El Ahmadiyya. A biblioteca voltou a ser enriquecida graças ao ministro Kheireddine, que a dota de numerosos volumes provenientes de diversas madraças e zauias da regência.

### Reformas durante a agitação nacionalista

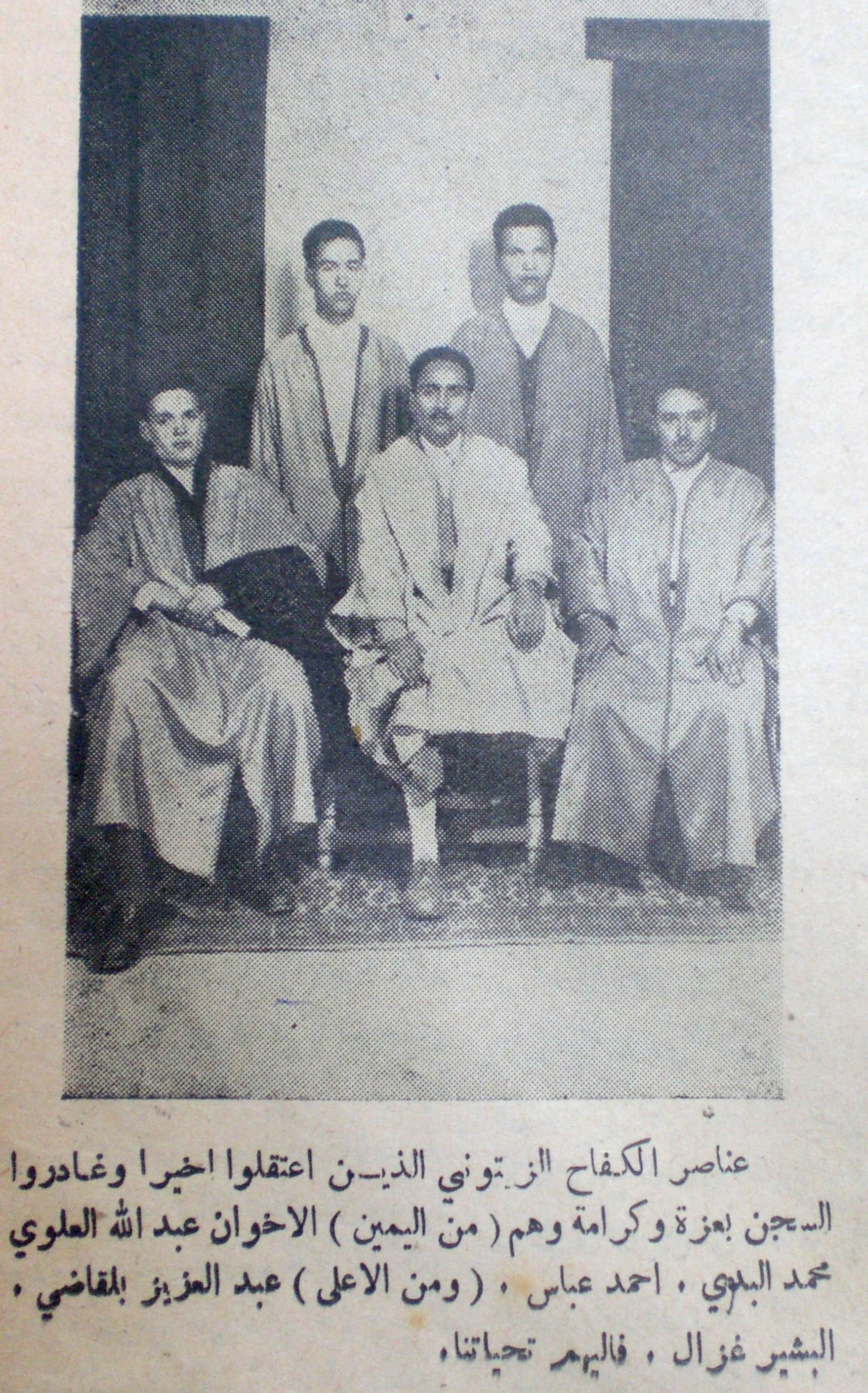
Líderes estudantis da Zeitouna nos anos 1950

As primeiras reformas da instituição datam de 1856 mas é Sadok Bei (r. 1859–1882) que inicia as primeiras verdadeiras mudanças da função da universidade, que se manifestam com o primeiro decreto que ele promulgou em 26 de dezembro de 1875. Este especificava as matérias e as obras destinadas ao ensino, além de criar o colégio Sadiki, o primeiro liceu secundário moderno da Tunísia, onde todos os professores são provenientes da Zitouna.
No início do século XX, a Zitouna benificia também das reformas modernistas impulsionadas pela elite intelectual que criaram a associação da Khaldounia (outra escola moderna de Tunes), com três membros do movimento dos Jovens Tunisinos: Abdeljelil Zaouche, Ali Bach Hamba e Hassen Guellaty. Atentos às greves levadas a cabo na Universidade de al-Azhar, no Cairo, em 1909, à atitude de Taha Hussein e aos cursos modernos ministrados então na Khaldounia, 800 estudantes da Zitouna organizam a partir de 1910 importantes greves e assembelias reclamando a modernização do ensino e a constituição de uma comissão de reformas.
Essa comissão é finalmente criada em 1945, sob a presidência de Mohamed Tahar ben Achour e da qual faz parte Mohamed Salah ben Mrad e outros intelectuais tunisinos de renome e membros aivos do movimento nacional. A comissão insiste para que disciplinas científicas modernas e línguas estrangeiras passem a integrar os programas de curso, que os métodos pedagógicos sejam revistos pondo em prática um ensino escrito, horários regulares e precisos e uma diminuição da duração do ciclo de estudos. É assinado um contrato em 1947 entre a universidade e a Khaldounia para que sejam criados na Zitouna lugares de ensino em ciências físicas e naturais, em história, geografia e filosofia. Os reformadores insistem também na obtenção da sua isenção da mejba (um imposto) e da dispensa do serviço militar. O processo de reforma da universidade inquiteou as autoridade do protetorado, que acusam is Jovens Tunisinos de terem organizado a agitação dos estudantes zitounianos.

### Novo estatuto após a independência
A seguir à independência do páis, a 20 de março de 1956, o presidente Habib Bourguiba põe fim à ligação entre a universidade e a mesquita. A 26 de abril do mesmo ano é criada uma universidade moderna, que é substituída por uma faculdade de direito islâmico e de teologia a 1 de março de 1961, que é incluída na Universidade de Tunes.
Em 1987, sob o impulso do presidente Ben Ali, atento às reivindicações dos islamistas do Movimento Ennahda, são criados três institutos que são associados para formar a atual Universidade Zitouna: o Instituto Superior de Teologia, que iniciou as suas atividades em 1988, o Instituto Superior da Civilização Islâmica e o Centro de Estudos Islâmicos de Cairuão.